# Витебский областной Совет депутатов
Витебский областной совет депутатов (бел. Віцебскі абласны савет дэпутатаў), сокращённо Витебский облсовет (бел. Віцебскі аблсавет) — законодательный представительный орган местного самоуправления на территории Витебской области. В состав депутатского корпуса входит 60 депутатов избираемых по мажоритарной системе. Срок полномочий Витебского областного Совета депутатов — 4 года. Основан в феврале 1917 года.

## История
С 26 октября 1917 года власть на территории Витебска и губернии перешла в руки Витебского революционного Совета солдатских депутатов. С 14 ноября 1917 года в соответствии с принятым им «Положением о Совете рабочих и солдатских депутатов и революционном комитете», высшим органом власти в городе стал являться Совет рабочих и солдатских депутатов (совдеп). 8 декабря 1917 года опубликовано «Положение об исполкоме Витебского Совета». В феврале 1918 года Совет был переименован в Витебский городской Совет рабочих, крестьянских и красноармейских депутатов (Витебский горсовет).
16 апреля 1920 года исполком в связи с чрезвычайной военной обстановкой и прифронтовым положением Витебской губернии и г. Витебска был ликвидирован путем присоединения к Витебскому уездному военно-революционному комитету и образования на их базе Витебского уездно-городского военно-революционного комитета (угорвоенревкома). После ликвидации угорвоенревкома в декабре 1920 года были проведены выборы нового состава горсовета. Первое его заседание состоялось 18 мая 1921 года С этого момента исполком не избирался, а его функции исполняли: в декабре 1920 – марте 1924 года – президиум Витебского губисполкома, в марте – июле 1924 года – Витебского угорисполкома, в августе 1924 – июле 1930 года – Витебского окрисполкома.
В июле 1930 года в связи с ликвидацией Витебского округа г. Витебск был выделен в самостоятельную административно-хозяйственную единицу республиканского значения, и с 25 августа 1930 года Витебский горсовет стал подчиняться непосредственно Президиуму ЦИК БССР. Исполком по-прежнему не избирался. При президиуме горсовета образовывались отделы и секции, которые и исполняли его функции. Витебский горисполком возобновил свою деятельность в 1939 году. С этого года изменился порядок работы горсоветов: они работают сессионно.
Деятельность облсовета, горсовета и горисполкома была приостановлена в связи с немецко-фашистской оккупацией в июне 1941 года. Витебский облисполком и горисполком возобновил свою деятельность в ноябре 1943 года. Первая послевоенная сессии Совета состоялась в 1945 году.
Конституция СССР, принятая 7 октября 1977 года, преобразовала Советы депутатов трудящихся в Советы народных депутатов. 15 марта 1994 года на заседании 13-й сессии Верховного Совета Республики Беларусь двенадцатого созыва была принята Конституция Республики Беларусь. С этого момента Советы стали именоваться Советами депутатов.

## Полномочия облсовета
В соответствии со статьёй 121 Конституции Республики Беларусь:
- утверждение программ экономического и социального развития, бюджета Витебской области и отчетов об их исполнении;
- установление местных налогов и сборов;
- определение порядка управления и распоряжения коммунальной собственностью;
- назначение местных референдумов;
- утверждает кандидатуру председателя Витебского областного исполнительного комитета, назначаемого Президентом Республики Беларусь;
- избирает 8 членов Совета Республики Национального собрания Республики Беларусь от Витебской области.